# Frente Nacional (España, 1986-1993)
El Frente Nacional, registrado con la sigla FN, fue un partido político español constituido y dirigido por Blas Piñar como refundación y continuador del partido Fuerza Nueva, disuelto en 1993.

## Historia
Fue creado en 1986 con el apoyo económico y político de otros grupos europeos de «Derecha Nacional» como el Front National francés o el MSI, Movimiento Social Italiano, con objeto de incrementar su esfera de poder en el Parlamento Europeo.
En 1987 el partido constituyó las Juventudes de Frente Nacional, y también en ese año se presentó a las Elecciones al Parlamento Europeo, bajo el lema «Hay un camino a la Derecha», obteniendo 122.927 votos, por lo que no obtuvo representación alguna e inició un largo proceso de debacle que fue potenciado por los 60.672 votos obtenidos en las elecciones europeas siguientes, de 1989, a las que concurrieron con el eslogan «Ten coraje».
Muchos de sus miembros, movidos por su rechazo a la gerontocracia en la cúpula del partido y a su excesivo carácter confesional, se integraron en las Juntas Españolas.
Para frenar el descenso de sus afiliados, el Frente Nacional creó las Juventudes del Frente Nacional, sección dirigida por Luis José Cillero. Con Cillero, al que muchos calificaron de «joven anciano», las salidas hacia Juntas Españolas se incrementaron y se produjeron asimismo las escisiones de elementos juveniles del partido que formaron los grupos Frente de Alternativa Nacional (FAN) y Nación Joven (NJ).
En 1992, los aliados europeos de Piñar, con Jean-Marie Le Pen a la cabeza, amenazaron con retirarle su apoyo si fracasaba de nuevo. Piñar pensó en delegar su responsabilidad a su hombre de confianza, Miguel Bernad, presidente de Manos Limpias hasta 2016, pero pudo seguir al frente al contactar con las Juntas Españolas con la intención de presentar un nuevo proyecto futuro en común.
Finalmente, en 1993 el Frente Nacional fue disuelto tras acumular una sustanciosa deuda económica.